# Actenicerus ashiaka
Actenicerus ashiaka é uma espécie de besouro click da família Elateridae. A espécie foi descrita cientificamente por Kishii em 1985, possuindo manchas distintas no corpo. Deles, pequenos e grandes tem, respectivamente, de 16 a 19mm, e estão distribuídos na região de Honshu. São facilmente encontrados em áreas montanhosas baixas e florestais, e ao redor de terras agrícolas.